# Vincetoxicum wangii
Vincetoxicum wangii là một loài thực vật có hoa trong họ La bố ma. Loài này được (P.T. Li & W. Kittr.) Liede miêu tả khoa học đầu tiên năm 1996.